# Hans Svaning
Hans Svaning (ca. 1500 - 20 de setembro de 1584) foi um historiador dinamarquês do século XVI. Antigo estudante de Filipe Melâncton, serviu como tutor do futuro rei Frederico II (r. 1559–1588) nos anos 1540. Na década de 1550 estava produzindo a obra História da Dinamarca em latim, em concordância com o governo da Dinamarca, apesar de nunca ter sido nomeado historiador real.